# Hohes Gericht am Lechlumer Holz

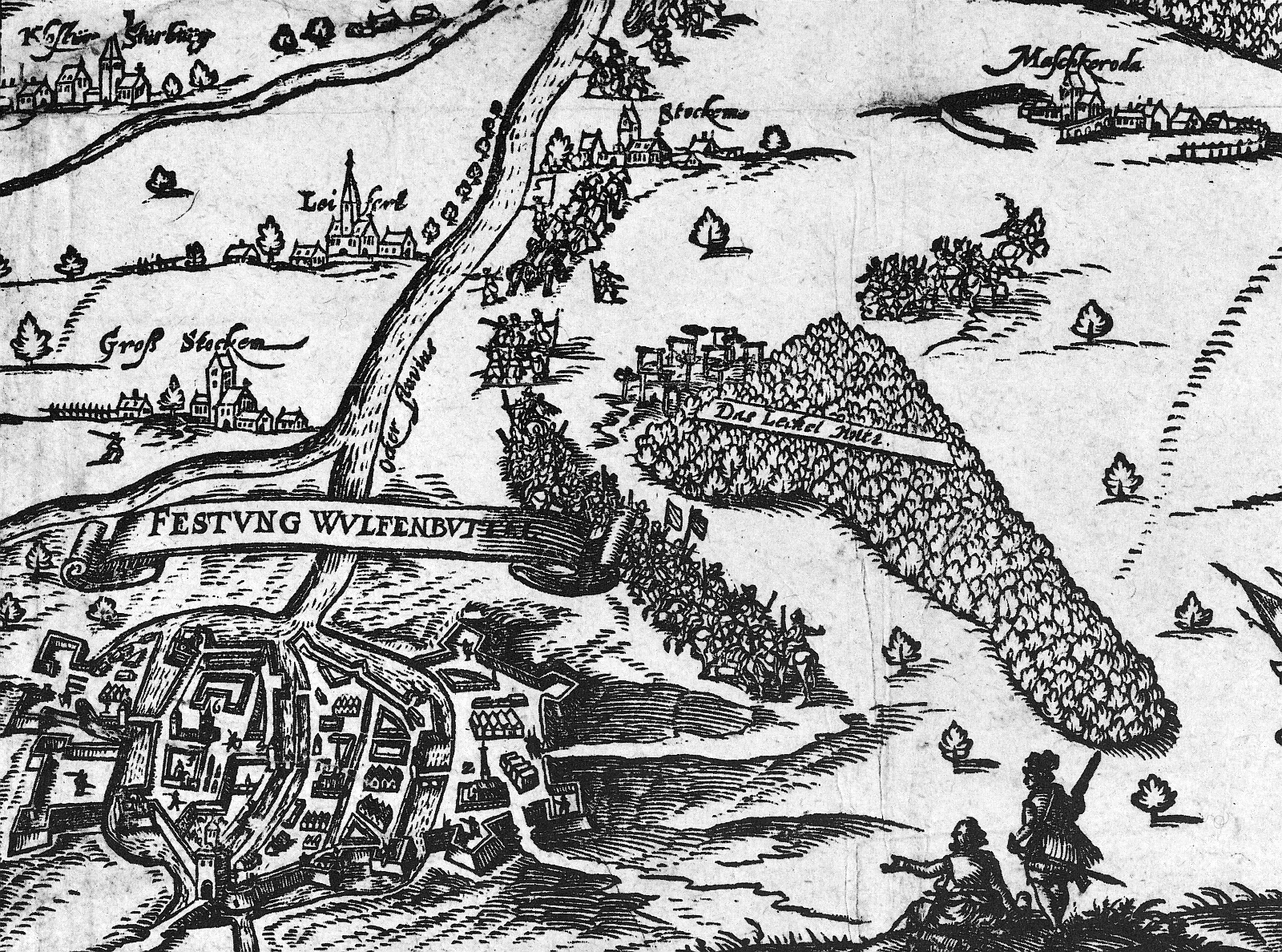
Ausschnitt einer Karte von 1615: Nordöstlich der Festung Wolfenbüttel befindet sich „Das Lechel Holtz“. Deutlich sichtbar am nordwestlichen Waldrand das „Hohe Gericht“, mit mehreren Galgen, Pfählen und Rädern.

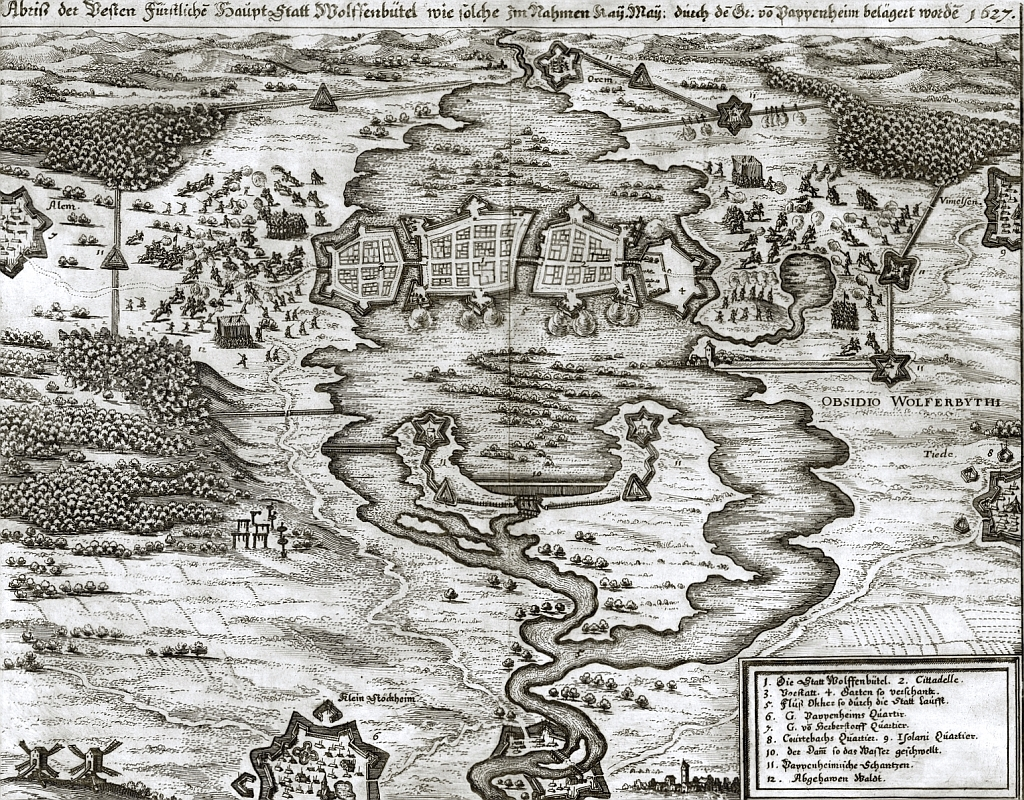
Ansicht Wolfenbüttels von Norden (aus Theatrum Europaeum). Deutlich zu erkennen: Die über ihre Ufer getretene Oker und der Schwedendamm (Ziffer „10“). Bei dem Waldstück in der Mitte links ist deutlich das „Hohe Gericht“ erkennbar.

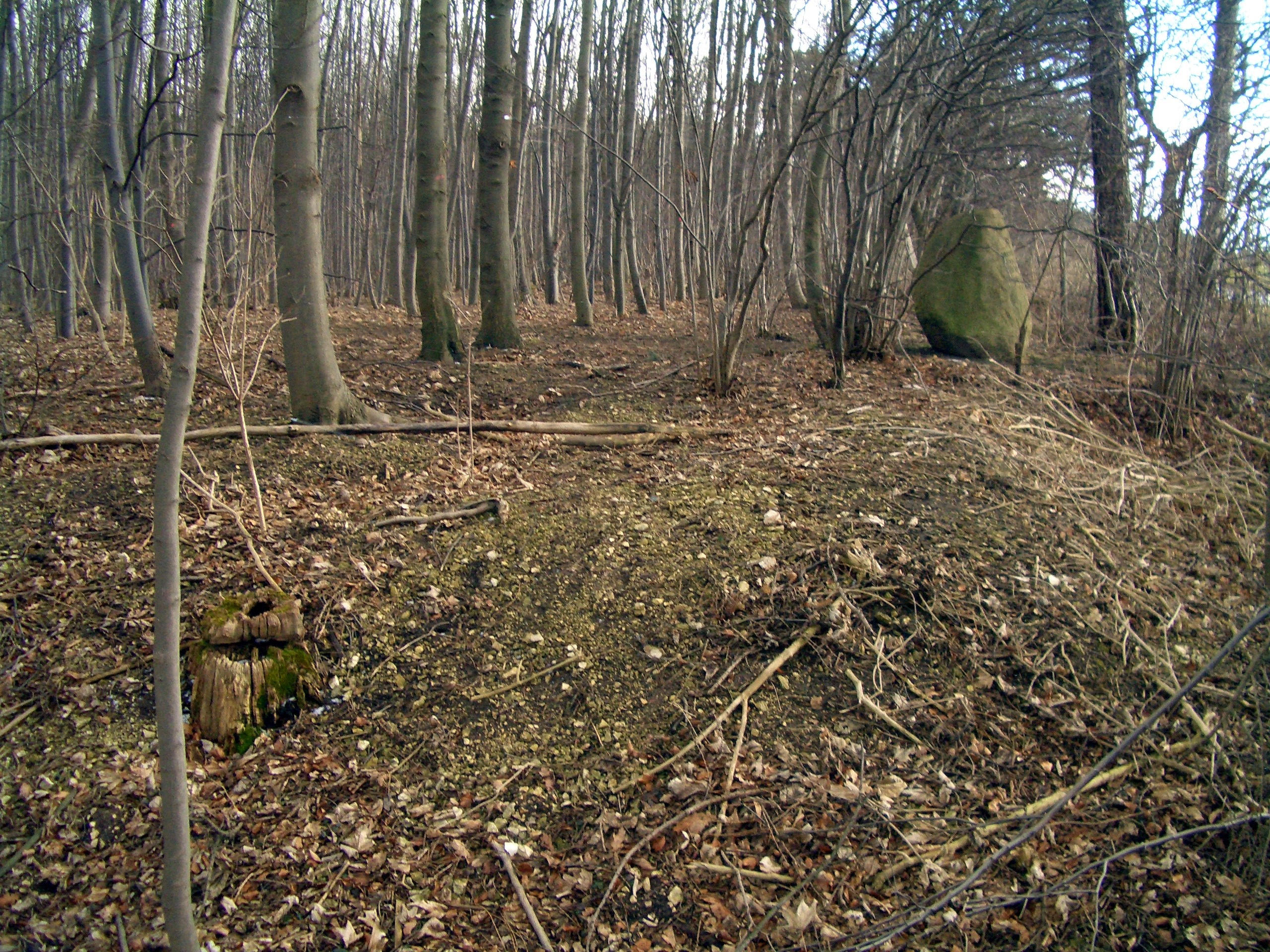
Das „Hohe Gericht“ 2010, rechts der Gedenkstein

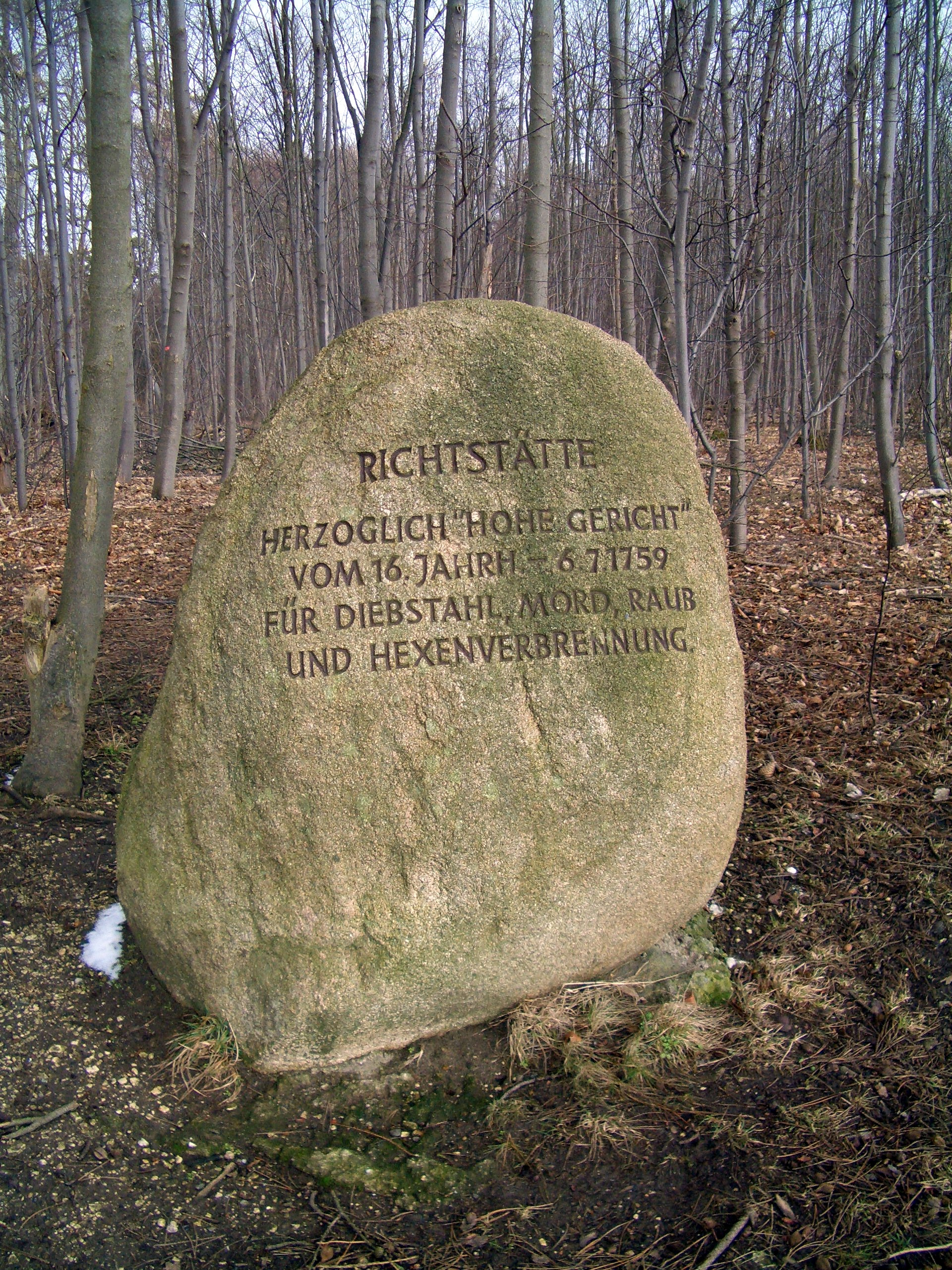
Gedenkstein von 1986

Das Hohe Gericht am Lechlumer Holz diente vom 16. Jahrhundert bis Mitte 1759 als Hauptrichtstätte des Fürstentums Braunschweig-Wolfenbüttel. Die Anlage befindet sich auf einer Hügelkuppe (Galgenberg) oberhalb der Oker am nordwestlichen Rand des Lechlumer Holzes, einem Waldstück an der alten Heerstraße, die von Wolfenbüttel über Stöckheim und Melverode nach Braunschweig verlief. Die Überreste des Hinrichtungsplatzes sind noch heute erkennbar.

## Geschichte
Erstmals erwähnt wurde das Hohe Gericht am „Lecheln Holze“ (damaliger Name) 1603 als „Herzogliches Hauptgericht“. Zu dem Zeitpunkt dürfte es aber bereits seit längerer Zeit bestanden haben. Seine Benennung leitet sich vom wüst gefallenen Dorf Lechede ab. Ursprünglich war der Ort als „Stöckheimer Streithorn“ bekannt, der, seit er bewaldet ist, dann „Stöckheimer Streithorst“ genannt wurde.
Die Richtstätte bestand aus zwei nebeneinander liegenden Plattformen, die von Gräben und Wällen umgeben waren. Sie maßen ca. 48 × 18,5 m und hatten jeweils mehrere Galgen, Hexenpfähle und Räder. Im Laufe von mehr als 160 Jahren wurden dort die Todesurteile für Delinquenten aus dem Fürstentum und der Stadt Braunschweig vollstreckt. Zur Zeit der Welfenherzöge Heinrich Julius (1589–1613) und August dem Jüngeren (1579–1666) fanden hier auch zahlreiche „Hexen“ und „Zauberinnen“ den Tod auf dem Scheiterhaufen oder durch Enthaupten. Ein altes Calendarium vermerkte dazu: „Anno 1590 sein viele Hexen und Zauberinnen gebrandt zu Wolfenbüttel und zu Gröningen, die aus dem gantzen Lande dahin gebracht wurden. Aus dem Lande Braunschweig, Wolfenbüttelschen, Göttingischen und Calenbergischen Theils, wurden alle nach Wolfenbüttel gebracht, wie auch alle Missetäther, als Todtschläger, Diebe, Mörder und dergleichen, wurden alle zu Wolfenbüttel justificiret. […] Und sein oftmals auf einen Tag 10, 12 und mehr gebrandt, daß der Ort zu Wolfenbüttel vor dem Lecheln Holtze von den zauberschen Pfählen anzusehen war, als ein klein Wald, und das währete also nicht allein in diesem, sondern auch in folgenden Jahren“ Erhängte ließ man zur Abschreckung am Galgen hängend verwesen.
Mitte 1759 wurde das Hohe Gericht am Lecheln Holtze aufgegeben und die Richtstätte auf den Wendesser Berg, wenige Kilometer südöstlich von Wolfenbüttel, verlegt.
Ab Mitte des 18. Jahrhunderts verfiel und überwucherte die Anlage; 1964 wurde sie von Wilhelm Bornstedt, dem damaligen Braunschweiger Stadtheimatpfleger, wiederentdeckt. Ab 1981 wurde das Gelände behutsam wiederhergestellt und 1986 ein Gedenkstein aufgestellt.
Der wohl bekannteste Delinquent, an dem in oder bei Wolfenbüttel das Todesurteil vollstreckt wurde, war der Lübecker Bürgermeister Jürgen Wullenwever. Gelegentlich wird vermutet, dass er hier hingerichtet wurde; doch ist weder der Ort seiner Hinrichtung überliefert noch die Existenz dieser Richtstätte für diesen Zeitraum belegt.